# The Devil's Needle
The Devil's Needle er en amerikansk stumfilm fra 1916 af Chester Withey.

## Medvirkende
- Tully Marshall som John Minturn.
- Norma Talmadge som Renee Duprez.
- Marguerite Marsh som Patricia Devon.
- F.A. Turner som Devon.
- Howard Gaye som Sir Gordon Galloway.